# Aparelho de mudança de via

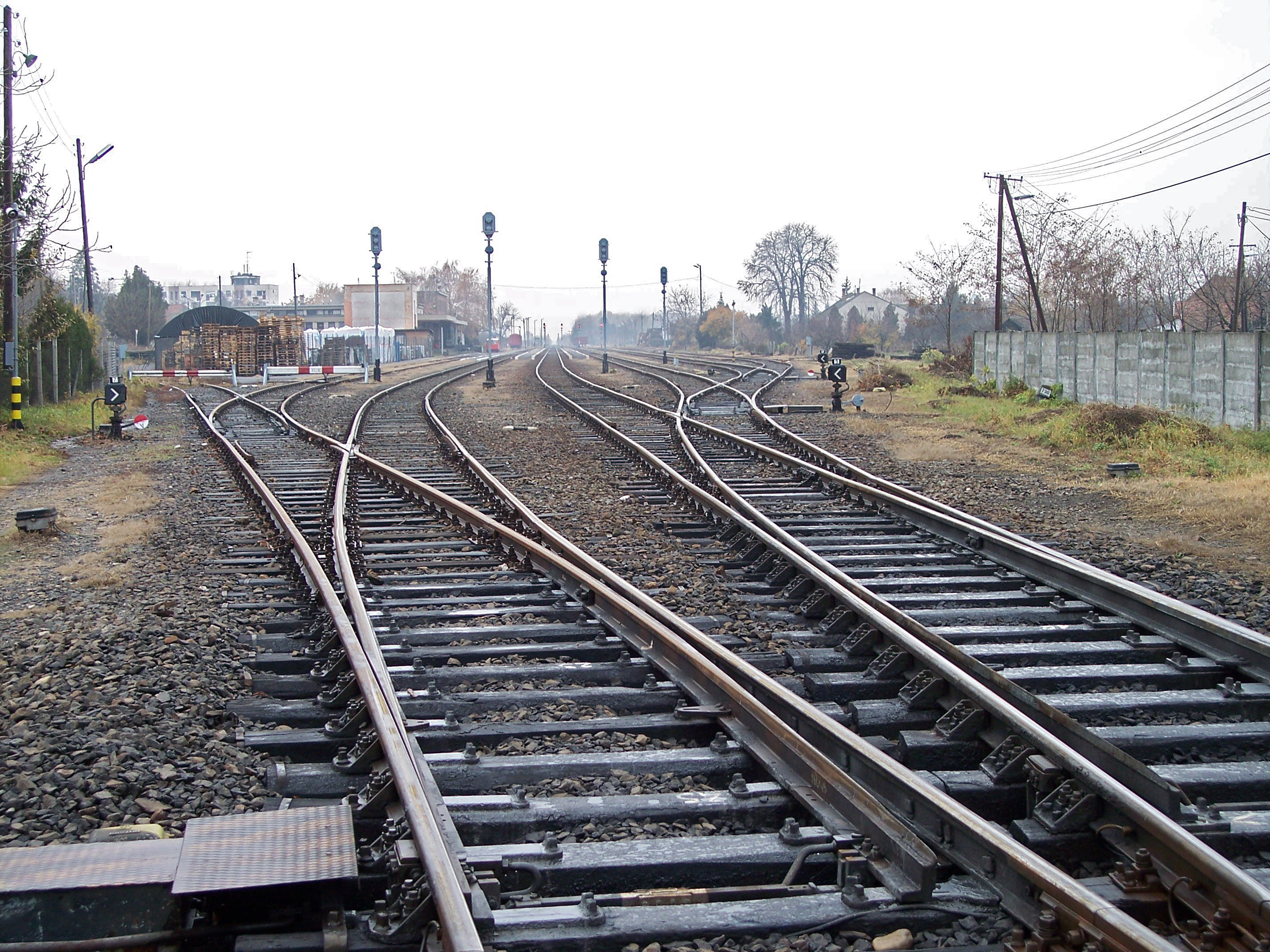
Agulhas de caminho de ferro (Hungria).

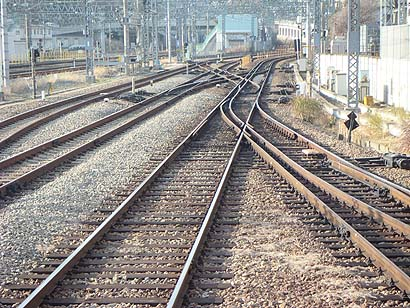
Linhas com várias bitolas (Japão).

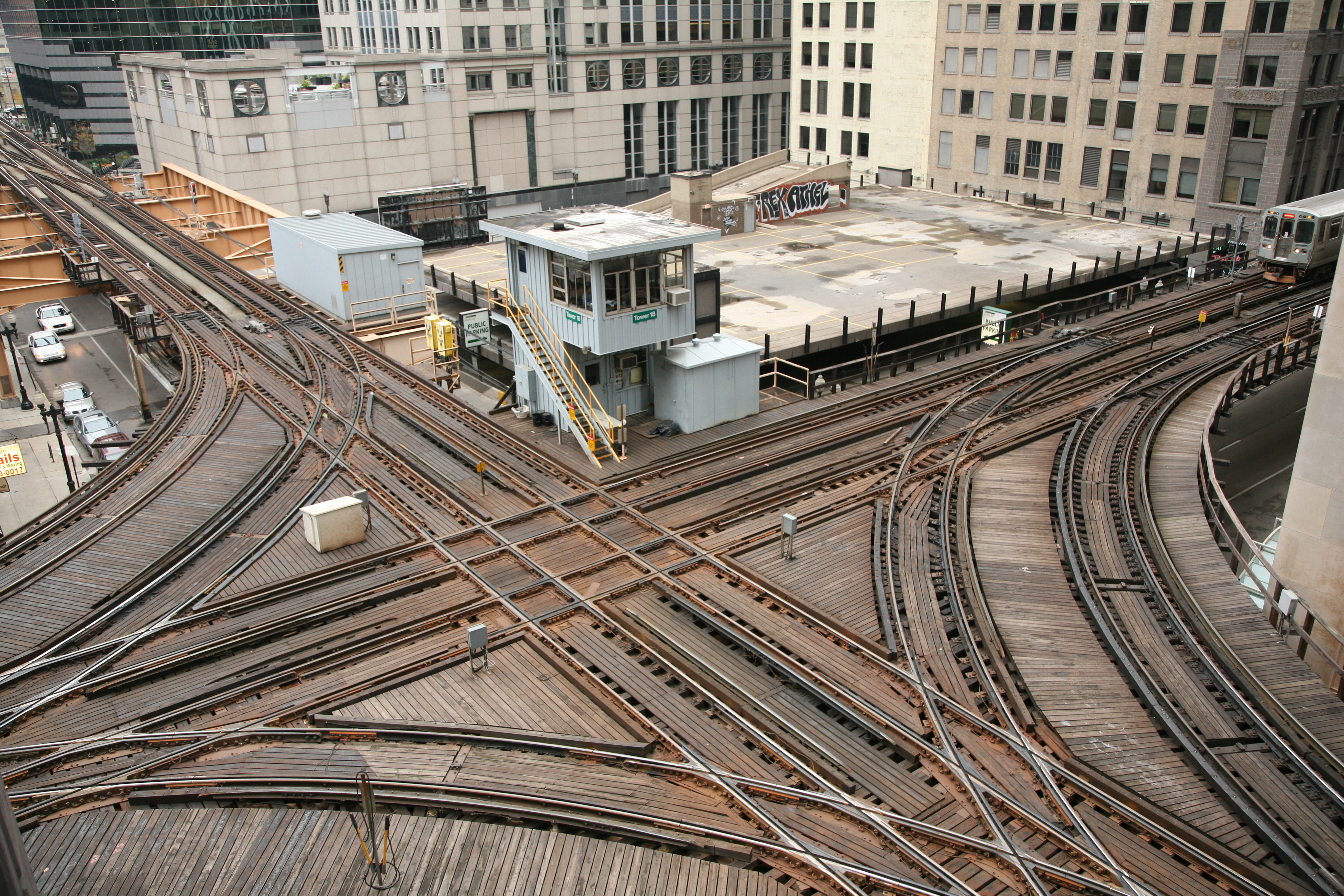
Metrô de Chicago

Esquematização animada

Um aparelho de mudança de via, abreviadamente designado por AMV, é um equipamento usado para permitir ao material circulante transitar de uma linha ferroviária para outra, assegurando a continuidade da via para um determinado caminho.
Os AMV são geralmente divididos em três grandes partes, as grades:
- Grade da cróxima;
- Grade intermédia;
- Grade da agulha.

Os AMV são constituídos por centenas de componentes, sendo os mais importantes os seguintes:
- carris (português europeu) ou trilhos (português brasileiro) são perfis de aço laminado;
- Travessas (português europeu) ou dormentes (português brasileiro), de comprimentos variáveis, que solidarizam os carris;
- Cróxima, é a peça monobloco, ou composta de perfis de carris, onde é feita a separação da via direta da via desviada dos AMV. Tem  forma de bico triangular;
- Lanças, que são lâminas de carril, com espessura largura mínima numa extremidade e com a largura normal dos carris na outra extremidade. As lanças são as partes móveis dos AMV, e são elas que asseguram a continuidade da via para os dois ou mais caminhos ligados num AMV;
- Agulha é o mecanismo, manual ou motorizado, que permite mover as lanças.

Os AMV são identificados, para além do seu tipo, pelo valor da tangente do ângulo de abertura entre a via directa e a via desviada, a que corresponde também o ângulo da cróxima.
É costume popular designar um AMV por agulha; no entanto a agulha apenas corresponde ao mecanismo que permite mover as lanças e definir o caminho de seguimento.

## Galeria de imagens

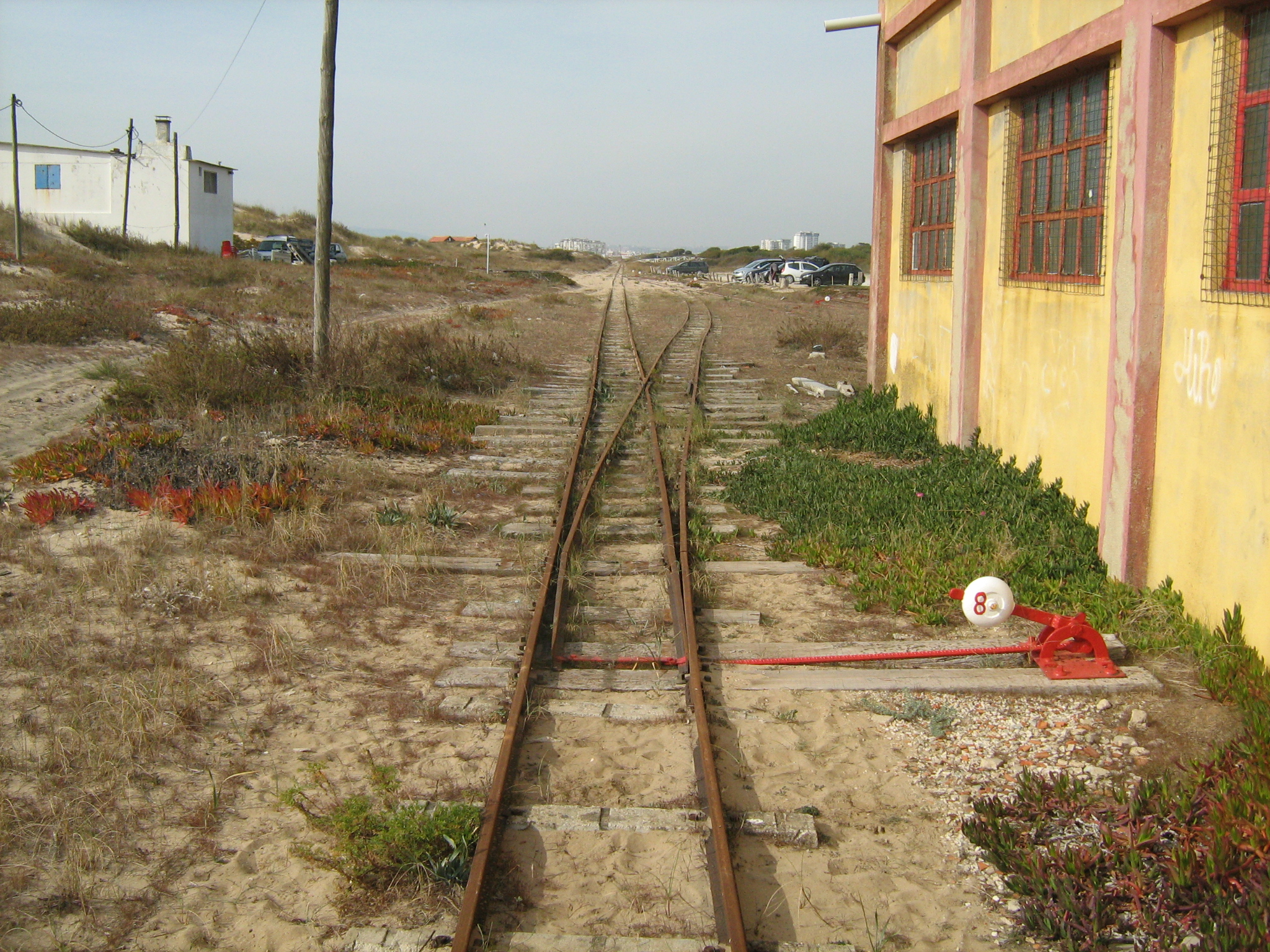
Entroncamento na linha do minicomboio da Caparica, na praia da Foz do Rego
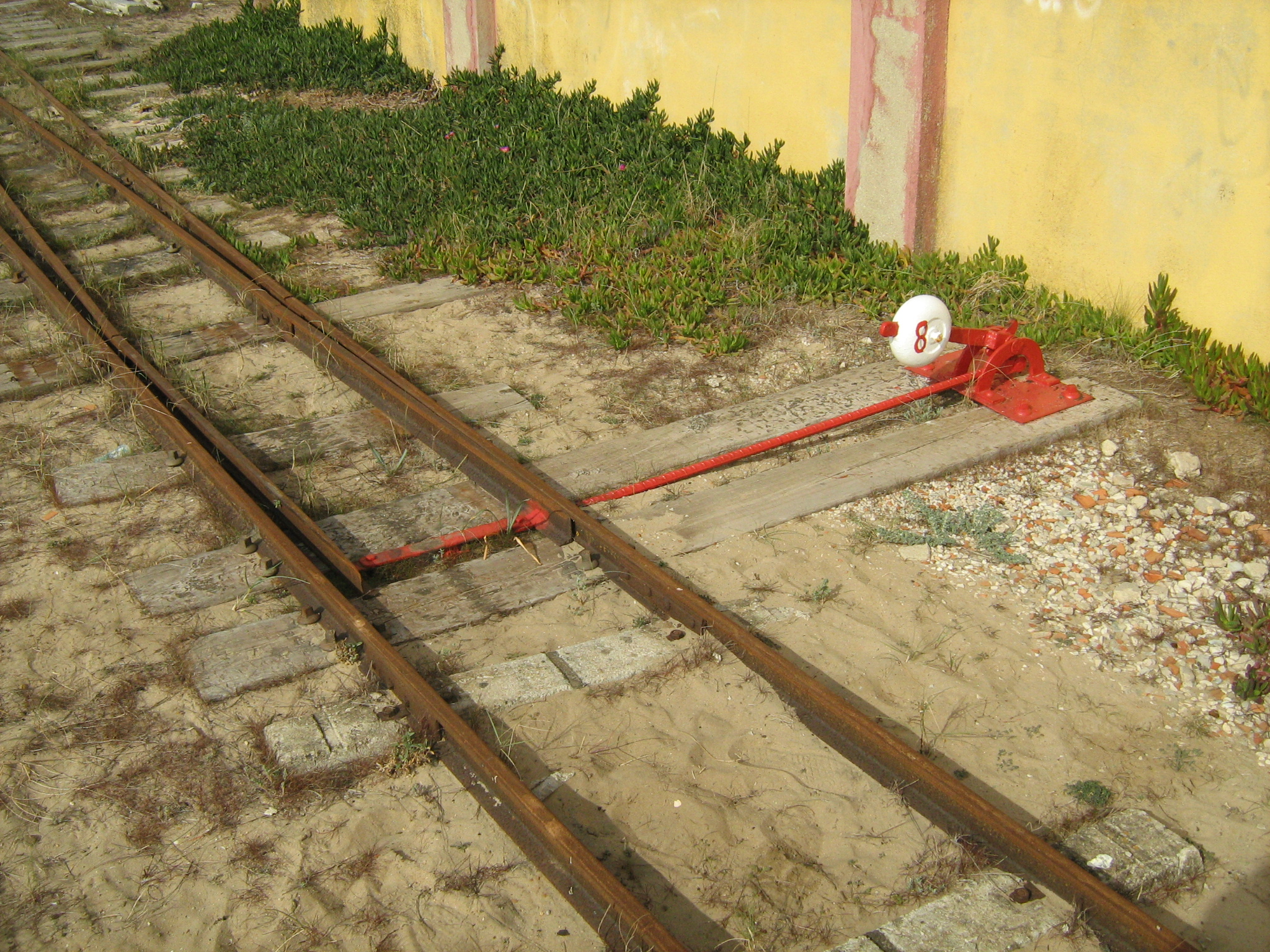
Aparelho de mudança de via do minicomboio da Caparica, na praia da Foz do Rego